# Inge Birkmann
Inge Birkmann (* 24. August 1915 in Bremen; † 19. Dezember 2004 in München) war eine deutsche Fernseh- und Theaterschauspielerin.

## Leben
Inge Birkmann war von der Spielzeit 1937/38 bis zum Sommer 1940 am Stadttheater Krefeld engagiert. Für die Spielzeit 1940/41 wechselte sie an die Städtischen Bühnen Nürnberg. 1941 wurde sie von Otto Falckenberg an die Münchner Kammerspiele engagiert, deren Ensemble sie sieben Jahre lang angehörte. Weitere Bühnenstationen waren das Residenztheater in München, das Württembergische Staatstheater Stuttgart und ab 1951 das Deutsche Theater Göttingen und ab 1959 das Bayerische Staatsschauspiel, ehe sie 1973 ein Engagement wieder an die Münchner Kammerspiele führte. Sie spielte die Cassandra in Shakespeares Troilus und Cressida, die Doña Proëza in Paul Claudels Der seidene Schuh. Darüber hinaus war sie von 1968 bis 1979 auch als Schauspiellehrerin an der renommierten Otto-Falckenberg-Schule in München tätig. Zu ihren Schülern zählten u. a. die Schauspieler Edgar Selge und Ruth Drexel. Ende der 1980er Jahre nahm sie Abschied von der Bühne und zog sich aus ihrem Beruf zurück.
Ab Ende der 1950er Jahre fand sie auch im Fernsehen ein breites Betätigungsfeld. Zunächst wirkte sie in vielen Fernsehinszenierungen von Bühnenstücken wie Jean Giraudoux’ Bethanien, Tschechows Kirschgarten und Henrik Ibsens Baumeister Solness mit. Zu ihren weiteren Fernsehproduktionen zählen die Dramen Dr. Margarethe Johnsohn (als Mutter der von Judy Winter verkörperten Titelfigur), Der Tod des Camilo Torres oder: Die Wirklichkeit hält viel aus (Regie: Eberhard Itzenplitz) sowie verschiedene Episoden der Krimiserien Der Alte, Der Kommissar und Derrick.
Auch in einer ganzen Reihe von Hörspielen war sie als Sprecherin tätig, so 1959 in der einzigen Paul-Temple-Produktion des Bayerischen Rundfunks, nämlich in Paul Temple und der Conrad-Fall.

## Familie
Inge Birkmann war katholisch und in erster Ehe mit dem Regisseur Hermann Schultze-Griesheim verheiratet, mit dem sie eine Tochter hatte. 1946 wurde das Paar von einem Auto überfahren. Schultze-Griesheim starb, Birkmann wurde schwer verletzt. In zweiter Ehe heiratete sie 1949 den Philosophen und Lehrstuhlinhaber Hermann Krings, der wenige Monate vor ihr, am 19. Februar 2004, verstarb. Diese Ehe blieb kinderlos. Einer der drei Söhne ihrer Tochter Susanne ist der Schauspieler, Regisseur und Schriftsteller Joachim Meyerhoff, der sie und ihren zweiten Ehemann in dem autobiographischen Roman Ach diese Lücke, diese entsetzliche Lücke porträtiert.

## Filmografie
- 1958: Die Alkestiade
- 1959: Der Kirschgarten
- 1966: Bethanien
- 1966: Baumeister Solness
- 1971: Der Kommissar – Folge 39: Als die Blumen Trauer trugen
- 1971: Der Fall Eleni Voulgari (Fernsehfilm)
- 1973: Der Kommissar – Folge 64: Ein Mädchen nachts auf der Straße
- 1975: Derrick – Folge 7: Madeira
- 1975: Der Kommissar – Folge 95: Eine Grenzüberschreitung
- 1977: Schulzeit
- 1977: Der Tod des Camilo Torres oder: Die Wirklichkeit hält viel aus
- 1978: Derrick – Folge 42: Abendfrieden
- 1979: Der Alte – Folge 33 : Eine große Familie
- 1980: Derrick – Folge 68: Ein Lied aus Theben
- 1982: Derrick – Folge 91: Eine Falle für Derrick
- 1982: Dr. Margarethe Johnsohn
- 1983: Der Alte – Folge 69: Der Tote im Wagen
- 1984: Der Alte – Folge 84: Das Ende vom Lied
- 1985: Derrick – Folge 127: Wer erschoß Asmy?
- 1986: Der Alte – Folge 103: Der Mord auf Zimmer 49
- 1986: Derrick – Folge 144: Der Fall Weidau
- 1987: Wer erschoss Boro? (TV-Dreiteiler)
- 1989: Ein Ring[2]
- 1989: Derrick – Folge 176: Rachefeldzug